# Thelenidia monosporella
Thelenidia monosporella är en svampart som beskrevs av Nyl. 1886. Thelenidia monosporella ingår i släktet Thelenidia, klassen Dothideomycetes, divisionen sporsäcksvampar och riket svampar.   Inga underarter finns listade i Catalogue of Life.